# Agustín González de Amezúa y Mayo
Agustín González de Amezúa y Mayo (Madrid, 30 d'agost de 1881 - ibídem, 10 de juny de 1956) va ser un crític literari i historiador espanyol. El seu llinatge provenia de Villoslada de Cameros, La Rioja. Va ser cavaller divisero hijodalgo del Solar de Tejada.

## Biografia
Doctor en dret per la Universitat Central. Va exercir l'advocacia i va donar conferències en la Reial Acadèmia de Jurisprudència i Legislació, de la qual va ser membre de mèrit i professor doctíssim. Després es va lliurar de ple a la recerca i a la crítica literària sota el magisteri de Marcelino Menéndez Pelayo, Cristóbal Pérez Pastor i Francisco Rodríguez Marín. La Reial Acadèmia Espanyola va concedir la medalla d'or a la seva edició crítica de El casamiento engañoso y Coloquio de los perros, de Miguel de Cervantes.
Fou membre de la Reial Acadèmia Espanyola des de 1929, membre electe de la Reial Acadèmia de la Història el 19 de juny de 1942, va prendre possessió el 16 de febrer de 1944 i va arribar a dirigir-la. Va ser a més president de la Societat de Bibliòfils Espanyols i Secretari de l'Arxiu Històric Espanyol, així com president de l'Institut d'Estudis Madrilenys. Va acumular una impressionant biblioteca particular. El 1951 va marxar a Mèxic en representació de la Reial Acadèmia Espanyola per presidir el Congrés d'Acadèmies Hispanoamericanes corresponents de l'Espanyola, en fou nomenat president i va dur a terme una tasca important. És el pare de Clara María González de Amezúa i de Ramón González de Amezúa.

## Obras
- La batalla de Lucena y el verdadero retrato de Boabdil, 1915.
- El marqués de la Ensenada, 1917.
- Fases y caracteres de la influencia de Dante en España,
- Juan Rufo y el apotegma en España
- Las primeras Ordenanzas municipales de Madrid.
- Menéndez Pelayo y la ciencia española.
- La novela cortesana, 1929.
- Epistolario de Lope de Vega Carpio, 1935-1947, cuatro vols.
- Antonio de Torquemada, 1943.
- Isabel de Valois, reina de España: (1546-1568), Madrid: Ministerio de Asuntos Exteriores. Dirección General de Relaciones Culturales, 1949, 3 vols.
- Más honras frustradas de Lope de Vega, 1933.
- Cómo se hacía un libro en nuestro Siglo de Oro, 1945.
- Cervantes. creador de la novela corta española Madrid, 1956, 2 vols.